# Файнзильбер, Александр Маркович
Александр Маркович Файнзильбер (1 ноября 1917—200?) — советский математик, доктор физико-математических наук, автор учебников.

## Биография
Родился в Одессе в семье служащего. Окончил с отличием механико-математический факультет Московского государственного университета им. М. В. Ломоносова в 1938 году, продолжил обучение в аспирантуре. Кандидат физико-математических наук (1941).
В 1941—1944 годах — доцент в Ростовском институте железнодорожного транспорта, который во время Великой Отечественной войны находился в Тбилиси, в 1944—1953 годах — доцент Московского химико-технологического института им. Д. И. Менделеева.
В 1940-е годы занимался исследованиями в области аэродинамики. В числе научных результатов — общая форма интегрального соотношения, содержащего произвольную функцию, дающая наиболее широкое обобщение интегральных соотношений в теории пограничного слоя, которые могут быть использованы для приближенной интеграции уравнений пограничного слоя (1944). Его работы имели большое практическое значение в авиастроении.
В возрасте 35 лет защитил докторскую диссертацию (1952). С 1953 профессор, в 1958—1960 и 1965—1989 зав. кафедрой математики в Московской сельскохозяйственной академии имени К. А. Тимирязева. В 1959—1965 годах — зав. кафедрой высшей математики в МИИГАиК. Читал курсы лекций по дисциплинам: «Математический анализ», «Теория вероятностей», «Высшая математика».
Почётный профессор МИИГАиК. Награждён медалями.

## Книги и публикации
- Курс высшей математики: Учебное пособие. Александр Маркович Файнзильбер, Владимир Иванович Смирнов. Гостехиздат, 1956. 328 с.
- Файнзильбер, Александр Маркович. Краткий курс высшей математики : дифференциальное и интегральное исчисление : учеб. пособие М., 1968. 137 с. : черт
- Методы экстремума и их приложения к задачам экономики сельскохозяйственного производства: [Учеб. пособие] / А. М. Файнзильбер, Антонин Камарит. 84 с. ил. 21 см М. ТСХА 1984
- Курс высшей математики : (основы дифференциального и интегрального исчисления) : [учебное пособие для вузов] / А. М. Файнзильбер ; Московская Сельскохозяйственная Академия Москва, 1955
- Андреев, Павел Павлович. Основы теории вероятностей: [Учеб. пособие] / Под ред проф. А. М. Файнзильбера ; М-во торговли СССР. Всесоюз. заоч. ин-т советской торговли. Количество страниц: 100 с. черт. 19 см. Москва. 1955
- Краткий курс высшей математики [Текст] : Дифференц. и интегр. исчисления : Учеб. пособие / Проф. А. М. Файнзильбер ; М-во сел. хоз-ва СССР. Моск. ордена Ленина и ордена Трудового Красного Знамени с.-х. акад. им. К. А. Тимирязева. — Москва : [б. и.], 1968. — 137 с. : черт.; 21 см.
- Обыкновенные дифференциальные уравнения первого порядка и их приложения к сельскохозяйственным задачам : Учеб. пособие / Х. Казеко, Л. Казеко, А. М. Файнзильбер; Моск. с.-х. акад. им. К. А. Тимирязева. — М. : Изд-во МСХА, 1990. — 83,[1] с. : граф.; 21 см.
- Математические методы в задачах экономики сельскохозяйственного производства [Текст] : Учеб. пособие по курсам «Высш. математика» и «Мат. анализ» / А. М. Файнзильбер ; Моск. с.-х. акад. им. К. А. Тимирязева. — Москва : ТСХА, 1976. — 42 с. : ил.; 20 см.